# Lothar Hübl
Lothar Hübl (* 4. Januar 1941 in Bärn, Reichsgau Sudetenland) ist ein deutscher Wirtschaftswissenschaftler und war als Professor von 1973 bis 1974 Rektor der Technischen Universität Hannover.

## Leben
Lothar Hübl studierte von 1960 bis 1966 Wirtschaftsingenieurwesen an der Technischen Universität Berlin. In dieser Zeit (1963–1964) führte ihn ein Gustav-Stresemann-Stipendium an die Universität Oxford, wo er Politics, Philosophy and Economics studierte. 1966 erhielt er sein Diplom als Wirtschaftsingenieur und begann seine Promotion, die er 1968 zur Thematik Bankenliquidität und Kapitalmarktzins an der Technischen Universität Hannover abschloss. 1972 habilitierte er sich dort für Volkswirtschaftslehre mit der Habilitationsschrift Bestimmungsgründe der nominalen Zinsentwicklung in der Bundesrepublik Deutschland. Im selben Jahr erhielt er den Lehrstuhl für Volkswirtschaftslehre und Wirtschaftspolitik an der TU Hannover, und bereits 1973 bis 1974 führte er das Rektorat. Von der Gründung 1975 bis 1985 war er Vorstandsmitglied des Instituts für angewandte Systemforschung und Prognose (ISP). Von 1986 bis 1987 war er Dekan des Fachbereichs Wirtschaftswissenschaften der Universität Hannover. Seit 2007 ist er Senatsmitglied der GISMA Business School Hannover.
Nebentätigkeiten führten Lothar Hübl in mehrere Aufsichts- und Beiräte, unter anderem der HDI Versicherungen, des Bankhauses Hallbaum, der Börsen AG und der Mecklenburgischen Lebensversicherungs-AG.
Gemeinsam mit seiner Frau Dr. rer. pol. Ulla Hübl hatte er Anfang der 1980er Jahre begonnen, Erstausgaben von Hermann Hesse zu sammeln. 2005 erwarb die Sparkasse Pforzheim Calw die Sammlung von rund 400 Werken für das zur Sparkasse gehörende Hesse-Kabinett in Calw.
Hübl war Mitunterzeichner des eurokritischen Manifests Die währungspolitischen Beschlüsse von Maastricht: Eine Gefahr für Europa (1992).
Der Philosoph Philipp Hübl ist sein Sohn.

## Schriften (Auswahl)
- Bankenliquidität und Kapitalmarktzins, Dissertation TU Hannover, 1968
- Bestimmungsgründe der nominalen Zinsentwicklung in der Bundesrepublik Deutschland, Habilitation TU Hannover, 1972
- mit Dieter Bender, Hartmut Berg, Günther Gabisch, Heinz Grossekettler, Karl-Hans Hartwig, Wolfgang Kerber, Volker Nienhaus, Jürgen Siebke, Heinz-Dieter Smeets, Jörg Thieme, Uwe Vollmer: Vahlens Kompendium der Wirtschaftstheorie und Wirtschaftspolitik, Band 1, 8. Auflage, München 2003, ISBN 3-8006-2895-3
- mit Wolfgang Meyer und Luca Rebeggiani: Grundkurs in Volkswirtschaftslehre, 5. Auflage, Berlin 2003, ISBN 3-428-11345-4